# Jōkō Ninomiya
Jōkō Ninomiya (jap. 二宮城光 Ninomiya Jōkō; * 1954 Präfektur Ehime) ist ein japanischer Exponent des Karate – Enshin Karate und andere Kampfsportarten.

## Leben
Jōkō Ninomiya studierte das System Kyôkushin in Japan unter Hideyûki Ashihara (seit 1969) und in den USA unter Shigeru Oyama (seit 1974). Ninomiya, Gesamtjapanischer Meister der Japan Karate Kyôkushinkai (JKK) 1978 und 3. der Weltmeisterschaft der International Karate Organization (IKO) 1975, entwickelte 1988 das Enshin Karate. Er unternimmt zu den Dojos (Trainingshallen) in der ganzen Welt Reisen und besucht seine Schüler. Er ist ein sehr wichtiger Kampfsportler. Zu seinen Schülern gehört u. a. Shihan Chandana Muthunayake.

## Quelle
- Gustav Gruhlke: Deutsche Kyokushin Budo Kai.